# Slottshöjden

Lage des Stadtbezirks Slottshöjden in Helsingborg.

Slottshöjden ist ein Stadtteil der schwedischen Stadt Helsingborg im gleichnamigen, 3.621 Einwohner (Stand 2005) zählenden Stadtbezirk. Slottshöjden liegt nahe der Innenstadt oberhalb der als landborgen bezeichneten Verwerfungskante, die die Stadt durchzieht, und grenzt an das ehemalige Burggelände (Helsingborgs slott) mit dem erhalten gebliebenen Turm Kärnan an.
Früher hieß der Stadtteil Möllevången. Der Namenswechsel zu Slotthöjden war das Resultat eines Wettbewerbs in der Zeitung Helsingborgs Dagblad im Jahre 1945.
Im Straßenbild sind noch Reste der alten Befestigungsanlagen aus dem 19. Jahrhundert zu erkennen, darunter ein Wallgraben im Öresundpark (Öresundsparken). Andere Spuren sind in den Straßen Norra vallgatan und Kopparmöllegatan zu sehen.
Die älteste Straße im Stadtteil ist die Långvinkelsgatan, die früher aus der Stadt herausführte. Die Bebauung ist städtisch, zumeist funktional und aus den 1950er Jahren. Um die Övre Långvinkelsgatan gibt es auch niedrige Häuser aus den 1860er Jahren.